# Yaginumaella incognita
Yaginumaella incognita là một loài nhện trong họ Salticidae. Loài này được phát hiện ở Bhutan.